# برودبند تی‌وی
برودبند تی‌وی (انگلیسی: BroadbandTV) شرکت رسانه‌ای کانادایی است، که در سال ۲۰۰۵ توسط شهرزاد رفعتی تأسیس شد.